# محمد حرب
محمد حرب التيناوي (1888 - 1973) المعروف باسم «أبو صبحي التيناوي» رسام شعبي سوري ولد في دمشق حي الجابية وتوفي فيها، نال من الشهرة والاهتمام ما لم ينله فنان تشكيلي سوري معاصر، على الرغم من أميته، وعدم التحاقه بمعهد للدراسة، والتزامه البقاء في مسقط رأسه.

## البدايات
ولد لأبوين متوسّطي الحال الاجتماعي وكأيّ طفلٍ عاش في بيت دمشقيّ قديم، شكّل الجمال جزءاً كبيراً من حياته، يحيط به في ليوان البيت وأسقفه المزخرفة بمنتهى الدّقة والحرفيّة، وفي أشجار النارنج تملأ باحة الدار. كلّ هذا الجمال إضافةً إلى ممارسة أبيه مهنة الرسم الشعبيّ جعل «محمد حرب» أليفاً مع الرسم، وخاصة أنّ أباه أحال إليه دوماً مهمّة تلوين وزركشة لوحاته بعد أن يفرغ من رسم ملامحها وخطوطها الأساسيّة. وبعد أنّ شبّ عوده، صار «محمد حرب» يعمل في دكّان أبيه ويقوم بتنفيذ رسوماته الشعبيّة الخاصّة به والتي استوحاها من قصص الحكواتي وعالم الخيال والسير، ليستقلَّ بعدها في دكان خاص به ويوقِّع أعماله باسم «أبو صبحي التيناوي»، الاسم الذي كنّاه به أبوه منذ طفولته، الأمر الذي كان عادةً منتشرة ومحبّبة لدى الدمشقيين القدماء.

## أسلوبه
وكان التيناوي يرى في رسومه وتقانته سراً مقدساً لا يجوز البوح به أو التعرض له والحديث عنه، ويجد في المعارض التي تقام لأعماله الفنية في الخارج أمراً لا يعنيه، مادام قد قبض ثمن لوحاته، وكان يؤمن بأن تقليد رسومه ونسخها في سورية وفي بعض الدول العربية أمر متعذر إن لم يكن مستحيلاً، كما أن الراغبين في اقتناء أعماله يعرفون توقيعه:
الرسام أبو صبحي التيناوي ـ باب الجابية ـ زاوية الهنود ـ دمشق ـ سورية.
 أما بالنسبة إلى التاريخ فكان يسجِّله بالهجريّة أو بالميلاديّة أو كليهما معاً، أو لا يسجِّله أبداً. وقد كتب «أبو صبحي» اسمه أحياناً على اللوحة أكثر من مرّة، أو كرّر كتابة كنيته أحياناً أخرى.
كان التيناوي شديد الثقة بنفسه وبفنه وأبطال رسومه، ففي مطلع السبعينيات من القرن العشرين ازدهر إنتاجه الفني، وازدادت الطلبات على لوحاته، إذ كان يقصده يومياً راغبون كثر جلهم من اللبنانيين والأجانب، فكانت بيروت وراء تسويق أعماله وذيوع شهرته العالمية.
وتجسدت في رسوم التيناوي القيم الشعبية الأصيلة والنبيلة، بتلقائية في الرسم واللون خرجت عن المألوف، واقتصرت موضوعات في البداية على شخصيات مثل أبو زيد الهلالي وعنتر وعبلة والإمام علي وعمر بن ود العامري والزير سالم وذياب بن غانم والزيناتي خليفة والنبي داود وابنه سليمان والنبي الخضر والنبي إبراهيم الخليل والظاهر بيبرس، ثم دخلت إلى رسومه موضوعات جديدة مثل الذئب والراعي وسفينة نوح، والنبي يونس.

## أراء النقاد
استعمل الكتّاب والصحافيون في عناوين مقالاتهم عن التيناوي تسميات كالفنان التقليدي أو الفطري أو الشعبي، ولكن في سياق حديثهم عنه نجد أنهم يتعاملون معه في كثير من الأحيان كفنان تشكيلي كان واعياً لما ينجزه من أعمال.
فتحْت عنوان «الفن التقليدي الشعبي.. أبو صبحي التيناوي نموذجاً»، فيقول سامر إسماعيل: «ويضيف أحياناً عناصر نباتية لإقامة نوع من التوازن، أو أشكالاً ملوّنة بين طرفي اللوحة من الأعلى للإمساك بالتكوين».
ويتابع إسماعيل فيتكلّم عن لوحة «البُراق»، ويقول إن التيناوي «يقوم بدمج رأس امرأة بجناحين مع جسد حصان، يضع فيه ملونّات كثيرة ومنمنمات عديدة. ويحيلنا هذا العمل إلى النحت السوري القديم، حيث درج الفنان على دمج وتركيب عناصر حيوانية وإنسانية، وهي فكرة خلّاقة بالنسبة إلى ذلك الزمن، في كيفية رؤية الشكل بصرياً بما يخالف الواقع».
أما أديب مخزوم فكتب مقالاً بعنوان «الفنان الفطري طائر يغرد خارج سرب الحداثة، أبو صبحي التيناوي وخليل زغيب أنموذجاً» يتحدّث فيه عن «بحوث» التيناوي التقنية، فهو قد «كان يقدّم في لوحاته، خلاصة بحوث خبرته التقنية وعلى الطريقة التقليدية، مبتعداً كل البعد، عن التأثيرات الفنية الأوروبية الحديثة، التي تركت تأثيراتها المباشرة والواضحة على أعمال مجمل أبناء جيله من الفنانين السوريين والعرب المُحدثين».
أما الكاتب السوري زكريا تامر، فكتب قبل ثلاثين عاماً في مجلة «التضامن» (1987) تحت عنوان «عنتر وعبلة» عن أن براعة التيناوي «الفنية الفذّة تتجلّى في أنه رسم عنترة وعبلة في مئات اللوحات، من دون أن تكون إحدى اللوحات مشابهة للأخرى، مع أن الموضوع واحد لم يتبدّل». كما يذكر تامر، وهو ما ذكره غيره أيضاً في غير مكان، أن التيناوي «هو أول فنّان عربي يشارك مع بيكاسو في معرض نظّمته مقتنية فرنسية»، لكن من دون أن نعرف من تكون هذه المقتنية ولا أين جرى المعرض، وغير ذلك من تفاصيل.

## تراثه
ترك التيناوي آلاف الرسومات التي جسد فيها الملاحم والسير الشعبية والجوانب الدينية كالإسراء والمعراج، وقدم رسومات متخيلة شعبياً لجميلات السير الشعبية كفطوم المغربية، وكان على مدى عقود يبيع اللوحات التي ينجزها مباشرة فذهبت أصول تلك اللوحات مع مشتريها، وفي الستينيات مع شهرته تداعت بعض المطابع إلى طباعة أعماله مما حفظها، ومازالت بعض هذه اللوحات تزين البيوت في بعض مناطق الريف السوري.